# The Witch of the Everglades
Pour plus de détails, voir Fiche technique et Distribution.
The Witch of the Everglades est un film muet américain réalisé par Otis Turner et sorti en 1911.

## Fiche technique
- Titre : The Witch of the Everglades
- Réalisation : Otis Turner
- Scénario : Otis Turner
- Producteur : William Selig
- Société de production : Selig Polyscope Company
- Pays d'origine :  États-Unis
- Genre : Film dramatique
- Dates de sortie : 
  -  États-Unis : 27 avril 1911

## Distribution
- Kathlyn Williams : Nora